# Jenő Dalnoki

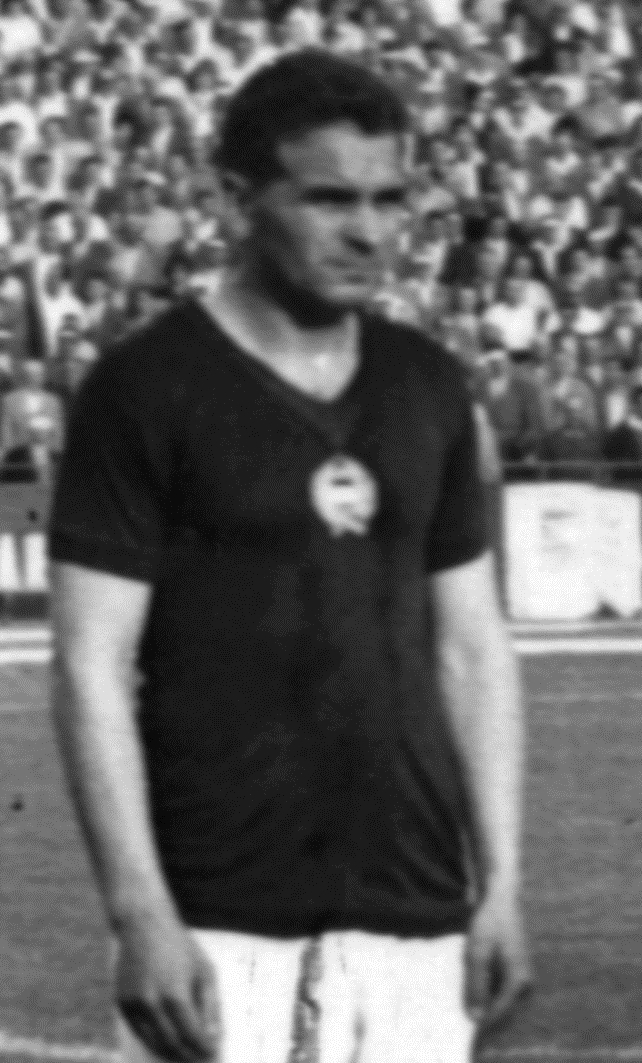
Jenő Dalnoki

Jenő Dalnoki [ˈjɛnøː ˈdɒlnoki] (* 12. Dezember 1932 in Budapest; † 4. Februar 2006 ebenda) war ein ungarischer Fußballspieler.
Jenő Dalnoki gehörte zu der ungarischen Nationalmannschaft, die bei den Olympischen Spielen 1952 in Helsinki die Goldmedaille gewann. Zwei Jahre später gehörte er nicht zum ungarischen Aufgebot für die Weltmeisterschaft in der Schweiz, das schließlich im Endspiel der bundesdeutschen Auswahl unterlag. 1960 errang er jedoch mit dem Nationalteam noch einmal eine Bronzemedaille bei den Olympischen Spielen. Insgesamt hat er 14 Länderspiele bestritten.
Nach seiner aktiven Karriere wurde Jenő Dalnoki Trainer. 1970, 1973 bis 1978 und noch einmal 1985 bis 1987 trainierte er den ungarischen Vorzeigeklub Ferencvárosi Torna Club. In der Saison 1975/76 errang er mit dem Team die Meisterschaft. Hinzu kam der Pokalsieg, der 1978 wiederholt wurde. 1975 wurde zudem das Finale des Europapokals der Pokalsieger erreicht, das jedoch gegen Dynamo Kiew verloren wurde.